# Кронин, Эдвард
Эдвард Кронин (англ. David Edward Cronin, известен под своим псевдонимом Seth Eylan; 1839—1925) — американский художник, иллюстратор и журналист.

## Биография

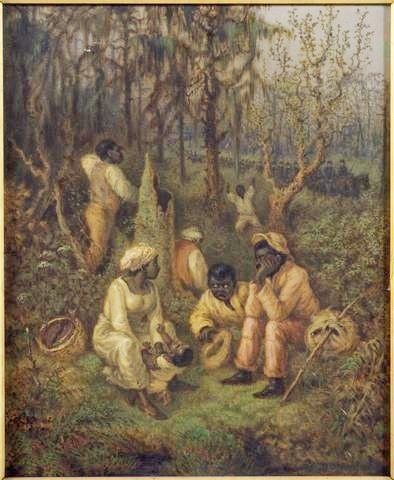
Картина Fugitive Slaves in the Dismal Swamp, Virginia, 1888 год

Родился 12 июля 1839 года Кронин в городе Гринвиче, округ Вашингтон, штат Нью-Йорк, в семье Eugene Cronin и его жены Ellen Dora. Был другом детства президента Честера Артура.
Изучив искусство в Трое, штат Нью-Йорк, Эдвард переехал в 1855 году в Нью-Йорк. С 1857 года он находился в Европе, где некоторое время учился в Дюссельдорфской художественной школе; считается художником Дюссельдорфской школы живописи. В 1860 году Кронин вернулся в США, вступил в армию и работал в журнале Harper’s Magazine.
Во время гражданской войны в США Кронин был офицером Союза и занимал должность Provost Marshal в Уильямсберге, штат Виргиния. Некоторое время он служил офицером в кавалерии  New York Black Horse Cavalry. Встречался с рабами и лично убедился в том, какое влияние рабство оказало на их жизнь; узнал о преследовании сбежавших рабов федеральными комиссарами с целью возвращения их владельцам на основании Закона о беглецах-рабах.
После войны Эдвард Кронин работал журналистом в Бингемтоне, штат Нью-Йорк, юристом в Нью-Йорке и в железнодорожной компанией в Техасе. В конце 1870-х годов он вернулся в Нью-Йорк, где занимался иллюстрированием книг. С 1879 по 1903 год Кронин работал политическим карикатуристом. Заметной его работой стало иллюстрирование двухтомной книги «Personal Memoirs of U.S. Grant» со многими эскизами.
Последние 35 лет своей жизни Эдвард Кронин провел в Филадельфии, где и умер 9 июня 1925 года.